# قطعنامه ۴۲۲ شورای امنیت
قطعنامه ۴۲۲ شورای امنیت سازمان ملل متحد که در تاریخ ۱۵ دسامبر ۱۹۷۷ تصویب شد، سندی بین‌المللی دربارهٔ قبرس است. این قطعنامه طی نشست ۲٬۰۵۴ام با ۱۴ موافق، ۰ مخالف و ۰ ممتنع تصویب شد.